# Hapalemur occidentalis
El lémur del bambú occidental (Hapalemur occidentalis) es una especie de primate estrepsirrino de la familia Lemuridae endémica de Madagascar. Pertenece al género Hapalemur, una clase de lémures que posen una habilidad manual y coordinación mano-ojo mayor a la de los otros lémures, y que se alimentan principalmente de bambú. 
El largo total de su cuerpo es de 55 a 67 centímetros, del cual más de la mitad es cola, y su peso promedio está justo bajo 1 kilogramo.  Vive en varias áreas discontinuas del norte y oeste de la isla, incluyendo Ankarana y Analamerana en el norte, Sambirano y la Península de Ampasindava en el noroeste y varias áreas en el oeste entre los ríos Mahavany y  Tsiribihina.